# Jedlany
Jedlany è un comune della Repubblica Ceca facente parte del distretto di Tábor, in Boemia Meridionale.

## Galleria d'immagini

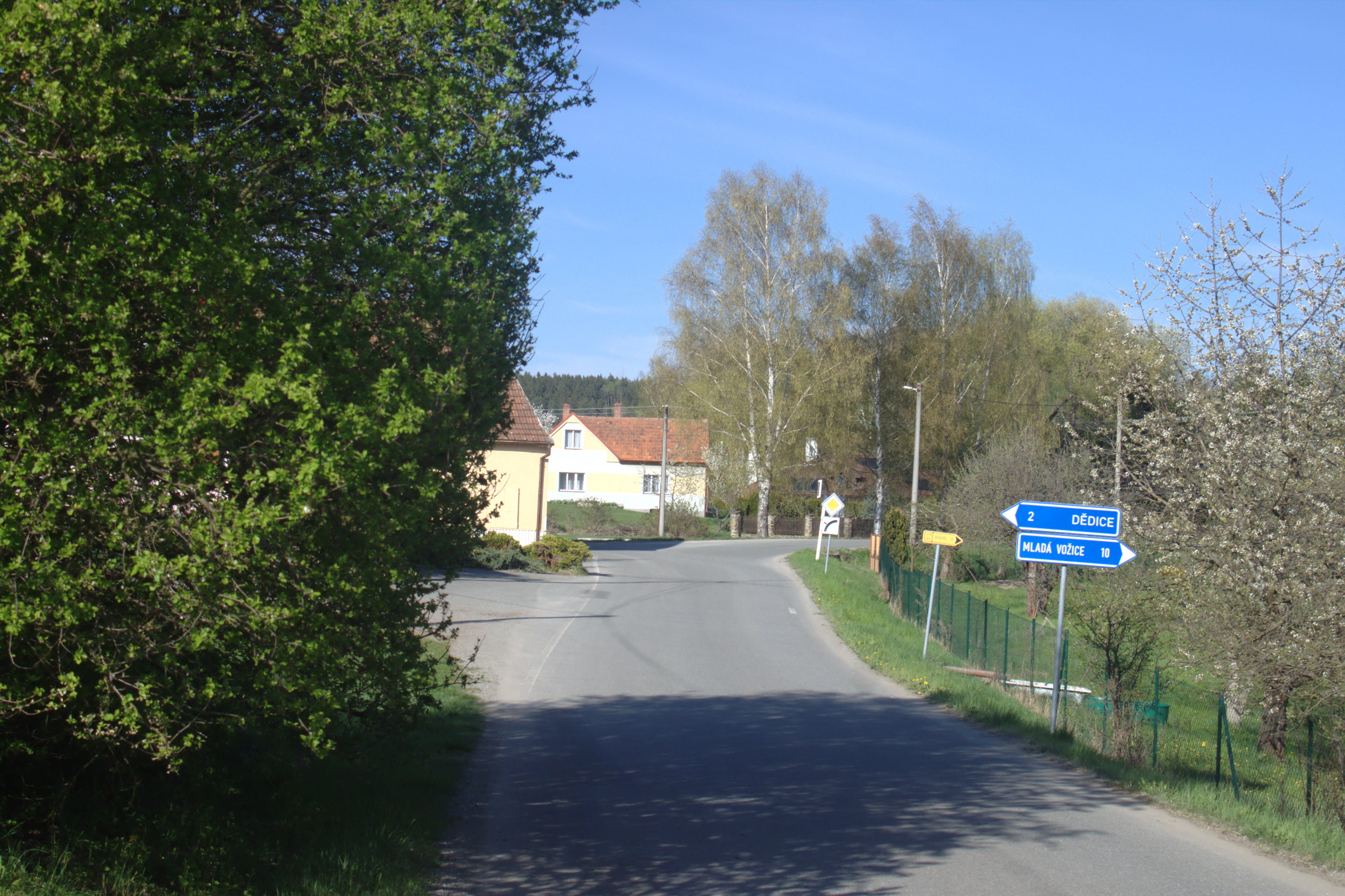
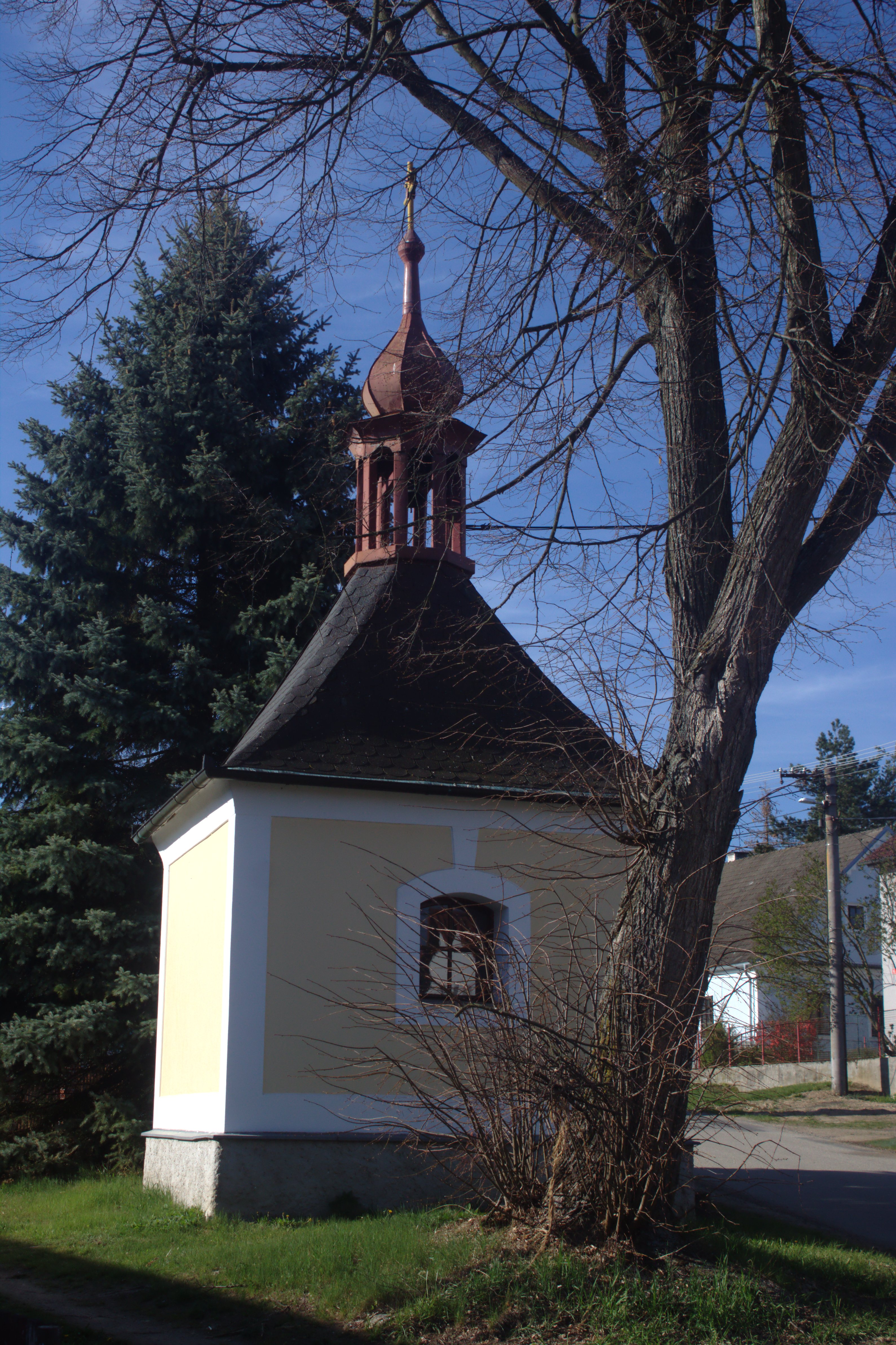
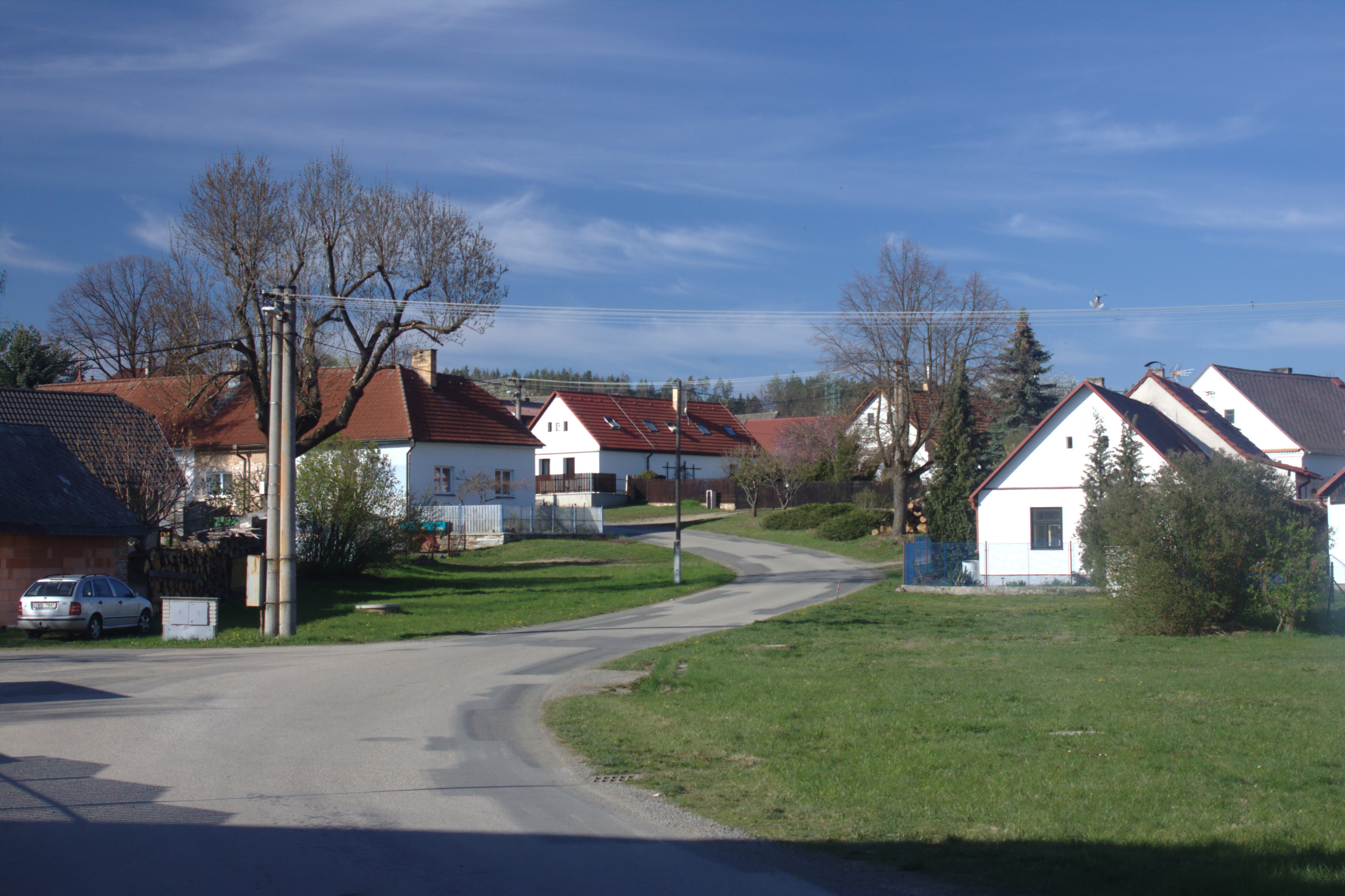